# Puccionia macradenia
Puccionia macradenia är en paradisblomsterväxtart som beskrevs av Emilio Chiovenda. Puccionia macradenia ingår i släktet Puccionia och familjen paradisblomsterväxter. Inga underarter finns listade i Catalogue of Life.